# ياكوب يوردانس

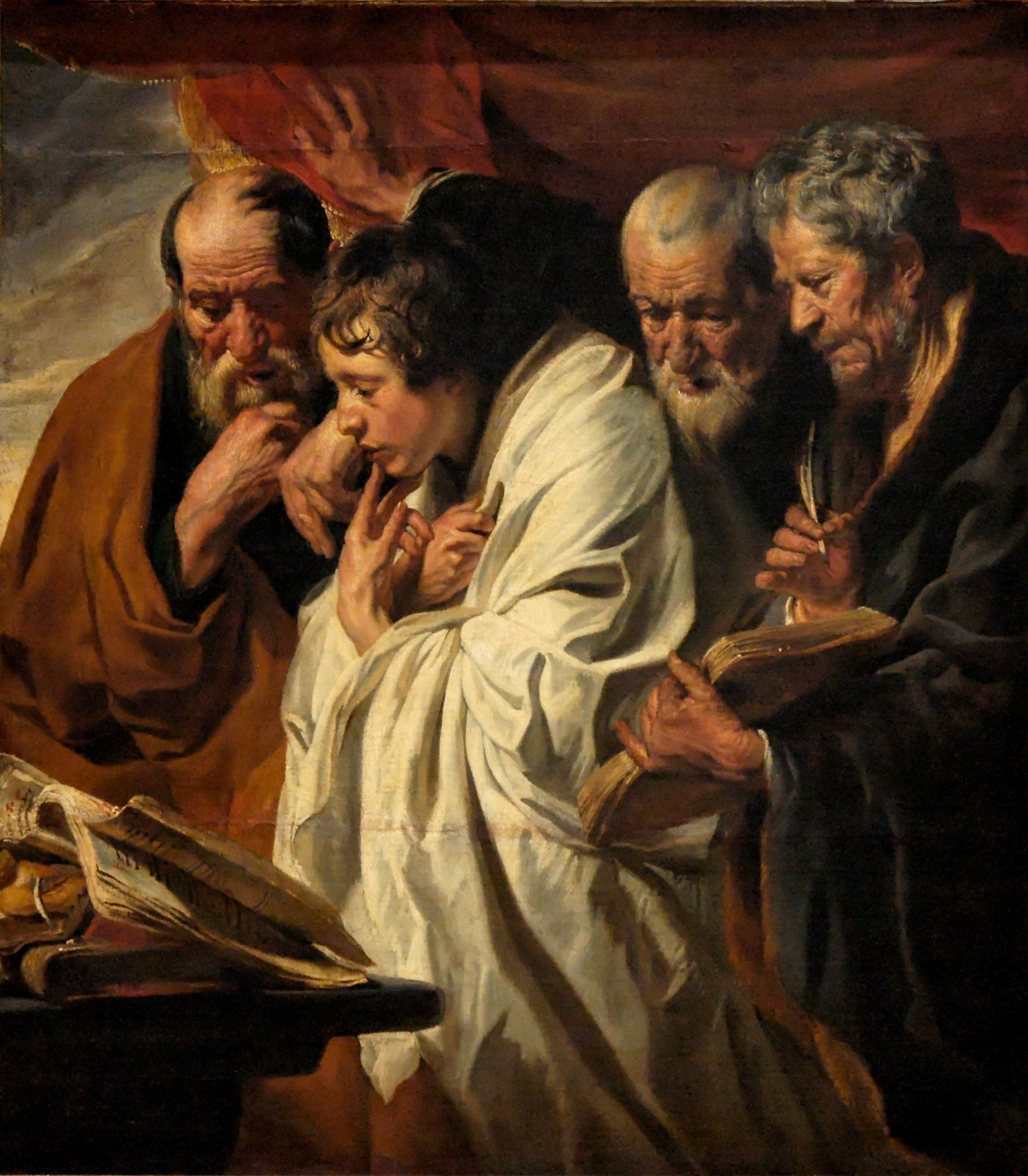
«القساوسة الأربعة» - متحف اللوڤر.

ياكوب جوردانس (1593 - 1678 م) هو مصور ورسام وحفار فلمنكي.
أخذ عن فان نورت، وتزوج ابنته في عام 1616 م، وعاش حياة صاخبة رغيدة.

## روابط خارجية
- ياكوب يوردانس على موقع الموسوعة البريطانية (الإنجليزية)
- ياكوب يوردانس على موقع ميوزك برينز (الإنجليزية)
- ياكوب يوردانس على موقع إن إن دي بي (الإنجليزية)
- ياكوب يوردانس على موقع ديسكوغز (الإنجليزية)